# Кіно Віталій Анатолійович
Віта́лій Анато́лійович Кіно́ (нар. 9 березня 1969, c. Велика Білозерка, Запорізька область) — український театральний режисер, актор, викладач, директор-художній керівник київського Центру мистецтв «Новий український театр»[⇨]. Займається театральною педагогікою – старший викладач кафедри режисури та акторської майстерності Національної академії керівних кадрів культури і мистецтва[⇨]. Член журі міжнародного літературного конкурсу «Коронація слова» у номінації «П'єси», експерт фестивалів «День театру», «Театр.NET».
Засновник акторської династії, продовжувачі якої є його діти: донька Поліна та син Даниїл[⇨].

## Життєпис
Народився 9 березня 1969 року в cелі Велика Білозерка Запорізької області.
Батько – Анатолій Іванович, родом з села Велика Білозерка. Мати – Валентина Олексіївна (до шлюбу Олійник) – з уральського міста Златоуст, куди її мати була евакуйована разом із Дніпродзержинським заводом, на якому працювала. Батьки познайомилися у 13 річному віці, коли родина матері вперше після війни змогли навідати рідних в Україні. Згодом, після десяти років листування, та служби в армії, батько відправився на Урал за своєю коханою, й повернув мати із бабусєю на батьківщину.

### Освіта
1988 року закінчив акторське відділення Дніпропетровського державного театрального училища (курс Олександри Самохвалової). З 1988 по 1990 роки – служба в Радянській армії.
До Київського державного інституту театрального мистецтва ім. Івана Карпенка-Карого, на курс народного артиста України, професора Едуарда Митницького, вступив 1994 року. Диплом інституту за спеціальністю «Режисер драматичного театру» отримав 1999-го.
2002-го закінчив курс навчання в аспірантурі (асистентурі-стажуванні) КДІТМ ім. І.К.Карпенка-Карого, під керівництвом професора Володимира Судьїна. Здобув кваліфікацію «Викладач вищих навчальних закладів мистецтва».

### «Новий український театр»
Разом з друзями та однодумцями 1998 року заснував недержавний проєкт Центр мистецтв «Новий український театр».
Перші десять років колектив працював на різних майданчиках, гастролював, брав участь у фестивалях. З 2009 отримав стаціонарне примішення в Києві по вулиці Михайлівській, 24-Ж, де новий етап в роботи театру розпочав колектив, сформований на базі випускного акторський курс, майстром якого Віталій Кіно був у Київському коледжі театру й кіно. Основу репертуару складали камерні вистави, адаптовані для залу для глядачів на 40 осіб, серед яких п'єси українських авторів, зокрема «Безталанна» Івана Карпенка-Карого; твори світової класики (Антон Чехов, Вільям Шекспір тощо).
У просторі Центру втілено задум театрального хабу із орієнтацією на різні цільові аудиторії. Ідея камерного театру реалізована через «Театр на Михайлівській», у вечірньому репертуарі якого представлено широкий діапазон української та світової класики, сучасної драматургії. Увагою наймолодшого глядача займається Театр «Сонечко» – дитячі казки та повчальні історії розігруються у денний час, та супроводжуються іграми із акторами у костюмах Сонечка. З 2015 року на базі Центру поєднали запити молодих батьків ходити до театру, із дитячою ігровою кімнатою, де вони можуть залишити свою дитину – проєт Сімейний театральний клуб «В гостях у Сонечка».
Також Центром реалізовані проєкти «Акторська майстерня Віталія Кіно», Театральна студія «Мої Сонечка», проводяться театральні фестивалі «Нова п’єса» та фестиваль дитячих студій «Чудасія», працює Табір для дітей «Театр плюс Кіно».
Центр працював в ектримальних умовах за часів Революції гідності 2014 року – його розташування майже в епіцентрі подій, призводило до того, що актори вдень були на Майдані, а ввечері — на сцені. Вимушене призупиняв роботи сталося під час коронавірусного карантину 2020 року. Під час російського вторгнення в Україну 2022 року до лав Збройних сили України стали актори театру Олег Щербина, Тетяна Бондаренко, Олексій Власенко.
В театрі Віталій Кіно працює актором, режисером, звукорежисером, директором. Додатково – викладає. Ідея «сімейного театру» трансформувалася від концепції до внутрішньої організації роботи – до театру поступово влилася вся сім’я Віталія (дружина Юлія, донька Поліна й син Даниїл), а більшість членів колективу породичалися між собою[⇨].

### Педагогічна діяльність
У період з 1999 по 2005 роки викладав майстерність актора та режисуру у Київському національному університеті театру, кіно і телебачення ім. Івана Карпенка-Карого, на акторських та режисерських курсах факультету театрального мистецтва та на режисерському курсі факультету кіномистецтва, в майстернях Ірини Молостової, Едуарда Митницького, Юрія Висоцького, Володимира Судьїна, Олександра Коваля, Костянтина Дубініна).
З 1997 по 2005 роки викладав майстерність актора, сценічну мову та історію мистецтв на театральному відділі Київської школи мистецтв ім. Михайла Вериківського. З 2006 по 2013 – майстерність актора, сценічну мову та основи режисури у Київському коледжі театру і кіно. Був художнім керівником кількох акторських курсів. З 2008-го — голова Предметної комісії з акторської майстерності цього коледжу. Більшість випускників акторського курсу 2009-го року випуску склали оновлену трупу «Нового українського театру».
З 2013 по 2016 викладав в Київському інституті екранних мистецтв на акторських та режисерських курсах. З 2015-го – викладає акторську майстерність в Національній академії керівних кадрів культури і мистецтва.

### Творчість
Режисерські постановки втілені на сценах театрів Києва. Вистави у Київському академічному театрі драми і комедії на лівому березі Дніпра, Національному академічному драматичному театрі ім. Івана Франка, Єврейскому молодіжному театрі «Сім стільців», театрах «Росток-Рампа», «Срібний острів». Основний доробок приходиться на проєкти Центру мистецтв «Новий український театр» (Театр на Михайлівській та «Сонечко»)[⇨].
Виставу «Шекспіріада» («Карнавал гріхів») – своєрідне дослідження людських вад за мотивами різних п'єс Вильяма Шекспіра, театрознавиця Ганна Веселовська назвала «коротким посібником за трагедіями Шекспіра» та радила обов’язково грати для студентів вишів, які у такий спосіб зможуть за вечір ознайомляться з кількома трагедіями англійського драматурга.
Відкриває наново українську класику, підкреслює її актуальність та сьогоденність. Так, п'єса «Олеся» Марка Кропивницького, написана за 30 років після скасування кріпацтва, була поставлена 2021 року, в час, коли в Україні виросло нове покоління, що не знало «рабства радянської імперії». Відповідно, Олеся у виставі – сучасна молода дівчина, що має змогу вчитися за кордоном та володіти кількома мовами.
Має декілька п'єс та інсценівок, деякі – у віршованій формі. Основна часлина – твори для дітей. П'єса про Едіт Піаф їде в репертуарі Київського академічного театру «Колесо».
У деяких постановках задіяний як актор (за першої освітою – актор). Основні персонажи з дитячого репертуару – Носоріг, Санта, Старий вогнегасник… Переважно грає у виставах власної режисури («Упс!.. Я прийшов», «Еклери на мільйон»), меншою мірою – у виставах інших режисерів (Пес Кубік у виставі «Методи виховання малих засранців» у постановці Лариси Семирозуменко). До вистави «Упс!.. Я прийшов» увійшов через наполягання колективу – треба було замінити автора Віктора Цекало, на якого від початку вистава була поставлена, але який змушений був піти з театру через постійні зйомки. Серед ролей-довгожителів – Санта у «Подорожі на чарівний острів», яку грає понад 20 років.

## Родина
Дружина й діти працюють у Центрі мистецтв «Новий український театр». Дружина Юлія — художниця з костюмів та головна адміністраторка, донька Поліна та син Даниїл – актори, зайняті у репертуарі театру.

### Поліна Кіно
Поліна Кіно (нар. 21 липня 1994) — акторка театру та кіно. Випускниця театрального коледжу, Національного університету театру, кіно і телебачення ім. Івана Карпенка-Карого, здобула режисерську освіту в магістратурі (курс Олексія Кужельного). Як режисерка поставила вистави «Кефір, зефір і кашемір», «Абетка гарних манер». Задіяна у репертуарі Центру мистецтв «Новий український театр».

### Даниїл Кіно
Даниїл Кіно (нар. 29 жовтня 1999) — актор театру та кіно. Закінчив театральний коледж, акторське відділення Національної академії керівних кадрів культури і мистецтв. Задіяний у репертуарі Центру мистецтв «Новий український театр» (вистави «Ото була весна…», «Методи виховання малих засранців», «Собачий вальс», низка вистав дитячого репертуару).

## Театр

### Режисерські роботи
Київський академічний театр драми і комедії на лівому березі Дніпра
- 1996 — «Чарівна кісточа» за Неллі Осіпововою
- 1999 — «Осінній бал Маргарити» Віталія Кіно (бенефіс актриси Маргарити Бондаревої)
- 1999, 28 грудня — «Новорічна подорож на чарівний острів» за казкою «Чарівний острів» Сесіл Тейлор

«Росток-Рампа»
- 1997 — «Левеня і К» за казкою «Як Левеня та Черепаха співали пісню» Сергія Козлова[ru]

Учбовий театр КДІТМ ім. І. Карпенко-Карого
- 1997 — «Всі миші люблять сир» Оксани Сенатович
- 2002 — «У війни не жіноче обличчя» Віталія Кіно (вистава-концерт)
- 2012 — «Сон літньої ночі» за однойменною п'єсою Вільяма Шекспіра

Єврейский молодіжний театр «Сім стільців»
- 1998 — «Чорно-білий ескіз» за І. Перецем
- 1999 — «Суламіфь» за Олександром Купріним
- 2000 — «Рахиль, моє ягнятко…» Наталі Птушкіної[ru]
- 2001 — «Скрипаль на даху» за однойменним мюзиклом[en] Джеррі Бока[en] за мотивами оповідань Шолом-Алейхема
- 2002 — «А співаючих немає…» Віталія Кіно
- 2003 — «Тель-Авівський блюз» Генадія Сєдова
- 2005 — «Серенада» Григорія Горіна

«Срібний острів» (м. Київ)
- 2000 — «Жаклін» Ніка Бьода
- 2001 — «Рома і Ружа» за твором Дюли Урбан[hu]

Національний академічний драматичний театр імені Івана Франка
- 2004 — «Кіт-чарівник» за Оксаною Сенатович та Віталієм Кіно

ХНУМ. ім. Котляревського (м. Харків)
- 2008 — «Кам’яний господар» за однойменною драматичною поемою Лесі Українки

Учбовий театр Коледжу театру и кіно (м. Київ)
- 2012 — «Вартові любові» за Олексієм Арбузовим, Олександром Вампіловим, Віктором Розовим
- 2013 — «Голоси» Тетяни Малярчук

Центр мистецтв «Новий український театр» (Театр на Михайлівській)
- 1998, 12 грудня — «Європа може зачекати!» за п’єсою «Склянка води»[en] Ежена Скріба (спільний проєкт із Київським академічним театром драми і комедії на лівому березі Дніпра)
- 2009, 19 грудня — «Безталання» за однойменною п'єсою Іваном Карпенко-Карим[14]
- 2010, 3 січня — «Беззахисні створіння» за Антоном Чеховим[6]
- 2010 — «Карнавал гріхів» («Шекспіріада») за Вильямом Шекспіром[9]
- 2010, 27 травня — «Життя як диво» Віталія Кіно
- 2010 — «Любовь. Наркотики. Шансон» («Сім чудес крихітки Піаф») Віталія Кіно
- 2011, 16 липня — «Три анекдоти на одну тему» Віталія Кіно за мотивами оповідань Стефана Цвейга, Панаса Мирного та Антона Чехова
- 2012, 7 березня — «Маленькі комедії великого будинку» Аркадія Арканова та Григорія Горіна
- 2012, 21 вересня — «Еротичні сни нашого міста» Віталія Кіно за новелами з книжки «Звірослов» Тетяни Малярчук
- 2013, 12 липня — «Сватання монтера» за п’єсою Наталі Уварової за творами Михайла Зощенка
- 2013, 20 вересня — «Корабель зіштовхнувся з айсбергом…» Теннессі Вільямса
- 2014, 24 листопада — «Упс!.. Я прийшов» за п'єсою Миколи Халєзіна[be][9]
- 2015, 20 червня — «Що потрібно холостяку» Віктора Рибачука
- 2015, 17 вересня — «Ото була весна» за Іваном Карпенко-Карим
- 2017, 4 листопада — «Інстинкт» Віталія Кіно за мотивами творів Ольги Кобилянської («Рожі», «Земля», «В неділю рано щемлю копала», «Природа»)
- 2019, 24 квітня — «Спекотна ніч у „Ігуані“» Віталія Кіно на музику та вірші Іллі Рибалко
- 2019, 29 серпня — «Собачий вальс» за п'єсою «Собака» Юрія Васюка[9][1]
- 2021, 25 червня — «Еклери на мільйон» за п'єсою «Люди Forbes» Марини Смілянець[3]
- 2021, 23 липня — «Комедія про ніжне серце» Наталі Уварова за мотивами п’єси Володимира Соллогуба
- 2021, 17 вересня — «Олеся» / «Химери юної панянки» Марка Кропивницького[1]
- 2022, 14 жовтня — «Квартирник на Михайлівській» Віталія Кіно та Марини Смілянець

Театр «Сонечко»
- 1998, 1 червня — «Подорож на чарівний острів» за казкою «Чарівний острів» Сесіл Тейлор
- 2003 — «Розповімо казку!» Андрія Воробйова
- 2003 — «Пригоди гномів у Світлофорську» Андрія Воробйова
- 2004, 7 жовтня — «Весенняя сказка» за Григорієм Остером
- 2005, 18 жовтня — «Червона Шапочка та Вогняний Півень» Андрія Воробйова
- 2005, 12 листопада — «Як Левеня та Черепаха пісню співали» за казкою Сергія Козлова
- 2006, 25 листопада — «Зимова казка» Андрія Воробйова
- 2008, 10 жовтня — «Край Лукомор’я» за казками Олександра Пушкіна
- 2010, 23 січня — «Івасик-Телесик» за Марком Кропивницьким
- 2011, 24 грудня — «Новорічні пригоди сніговика» Андрія Воробйова
- 2012, 4 липня — «Золоте курчатко» Володимира Орлова
- 2014, 19 липня — «Сонечко рятує світ» Наталі Уварової
- 2015, 19 грудня — «Сніг вирушає у місто» Тетяни Макарової
- 2016, 25 серпня — «Країна серйозних» Марини Смілянець
- 2017, 17 вересня — «Мій домашній дикий лис» Марини Смілянець
- «День народження Мурахи» Марини Смілянець
- 2018, 15 грудня — «Сім добрих справ Святого Миколая» Андрія Воробйова
- 2019, 19 січня — «Майстри чудес» Марини Смілянець
- 2020, 20 липня — «Канікули у великому місті» Марини Смілянець

### Акторські роботи
Центр мистецтв «Новий український театр» (Театр на Михайлівській)
- 2014 — «Упс!.. Я прийшов» за п'єсою Миколи Халєзіна; реж. Віталій Кіно — Гвідо
- 2018 — «Методи виховання малих засранців» за п’єсою «Як перетворитися на собаку» Марини Смілянець; реж. Лариса Семирозуменко — Пес Кубік
- 2021 — «Еклери на мільйон» за п'єсою «Люди Forbes» Марини Смілянець; реж. Віталій Кіно — Арсеній

Театр «Сонечко»
- 1996 — «Чарівна кісточка» за Неллі Осіповою; реж. Віталій Кіно — Дядечко Арег
- 1998 — «Подорож на чарівний острів» за казкою «Чарівний острів» Сесіл Тейлор; реж. Віталій Кіно — Санта
- 2004 — «Весенняя сказка» за Григорієм Остером; реж. Віталій Кіно — Заєць
- 2005 — «Червона Шапочка та Вогняний Півень» Андрія Воробйова; реж. Віталій Кіно — Старий Вогнегасник
- 2005 — «Як Левеня та Черепаха пісню співали» за казкою Сергія Козлова; реж. Віталій Кіно — Носоріг
- 2008 — «Край Лукомор’я» за казками Олександра Пушкіна — Піп, Старий
- 2011 — «Новорічні пригоди сніговика» за Андрієм Воробйовим; реж. Віталій Кіно — Морозенко